# 視界の隅 朽ちる音
「視界の隅 朽ちる音」（しかいのすみ くちるおと、英: What to raise）は、トゲナシトゲアリの8枚目のシングル。2024年5月4日に表題曲が、5月11日にカップリング曲「心象的フラクタル」が先行配信され、6月19日にマキシシングルが発売された。

## 概要
表題曲「視界の隅 朽ちる音」はメンバーが声優としても参加しているテレビアニメ『ガールズバンドクライ』の第5話にて、理名が演じる井芹仁菜、夕莉が演じる河原木桃香、美怜が演じる安和すばるの3人が結成したバンド「新川崎（仮）」が披露した楽曲として使用された。そのためこの楽曲の名義は「トゲナシトゲアリ」ではなく「新川崎（仮）」となっており、凪都と朱李もレコーディングに参加していない。理名は最も発音が難しい楽曲であると語っており、移動時間でも「この部分はどういう発音の仕方をしたら歌いやすく、聞き取りやすくなるだろう？」と研究していたという。このシングルの3曲目には、「新川崎（仮）」と「benishouga」がセッションした、本楽曲の別バージョンが収録されている。
カップリング曲「心象的フラクタル」（しんしょうてきフラクタル、英: Mind playing Fractal）は『ガールズバンドクライ』第6話にて、凪都が演じる海老塚智と、朱李が演じるルパのユニット「beni-shouga」の楽曲として使用された。そのためこの楽曲の名義は「トゲナシトゲアリ」ではなく「beni-shouga」となっており、ボーカルも理名ではなく凪都が担当している。朱李は思い入れの有る楽曲として本楽曲を挙げており、キーボードとベースが主体の曲調であるため、ライブで披露するのが楽しみだと語っている。

## リリース
「視界の隅 朽ちる音」は2024年5月4日、テレビアニメ『ガールズバンドクライ』第5話放送直後に、「心象的フラクタル」は5月11日、『ガールズバンドクライ』第6話放送直後にそれぞれ各種音楽配信サービスにて配信された。
また、両楽曲の『ガールズバンドクライ』の劇中で使用されたバージョンが、2024年9月11日に発売された同作のサウンドトラック「TVアニメ『ガールズバンドクライ』オリジナルサウンドトラック」に収録された。

## 評価

### 視界の隅 朽ちる音（評価）
ライターのナカニシキュウは音楽ナタリーに寄せた『棘ナシ』のレビュー記事にて、「テクニカルなパワーポップといった様相のいかにもトゲトゲらしい1曲だが、特筆すべきはピアノなどのキーボードパートが一切含まれないアレンジだ。『声なき魚』と同様にボーカル、ギター、ドラム以外は同期トラックを使わざるを得ないという劇中の事情によるものだが、それでもベースパートにはスラップを駆使するなど凝ったアレンジがなされているあたりに彼女たちの美学を感じ取ることができる。」と語っている。

### 心象的フラクタル（評価）
ライターのナカニシキュウは「流麗なピアノリフときらびやかなシンセリード、そしてテクニカルなスラップベースのコンビネーションが織りなす軽快なディスコビートは、純粋なトゲトゲ楽曲とは明確に一線を画すサウンドデザイン。『いかにもキーボーディストとベーシストで作った曲って感じですね』と自然に思わせるリアリティが最大の聴きどころだ。」と評している

## 収録曲
| #         | タイトル                                         | 作詞      | 作曲      | 編曲               | 時間  |
| --------- | ------------------------------------------------ | --------- | --------- | ------------------ | ----- |
| 1.        | 「視界の隅 朽ちる音」(新川崎（仮）)              | 大濱健悟  | 大濱健悟  | 玉井健二、大濱健悟 | 3:10  |
| 2.        | 「心象的フラクタル」(beni-shouga)                | okoge     | okoge     | 玉井健二、高橋亮人 | 3:00  |
| 3.        | 「視界の隅 朽ちる音」(新川崎（仮）× beni-shouga) |           |           |                    | 0:46  |
| 4.        | 「視界の隅 朽ちる音」(Instrumental)              |           |           |                    | 3:10  |
| 5.        | 「心象的フラクタル」(Instrumental)               |           |           |                    | 2:58  |
| 合計時間: | 合計時間:                                        | 合計時間: | 合計時間: | 合計時間:          | 13:04 |